# Stadsstadion Yevlax
Het Stadsstadion Yevlax is een voetbalstadion in de Azerbeidzjaanse stad Yevlax. In het stadion speelde FK Karvan Yevlax haar thuiswedstrijden.